# Eva no duerme
Eva no duerme è un film argentino del 2015 diretto da Pablo Agüero. Il film racconta le vicissitudini cui andò incontro la salma imbalsamata di Eva Perón, simbolo del sogno democratico di un'intera nazione in continua lotta contro le dittature militari.

## Trama
Il film ripercorre le tre tappe centrali dello storico vagabondaggio della salma di Eva Perón, narrate dall'ammiraglio Massera (Gael García Bernal). La prima tappa è l'accurata imbalsamazione svoltasi nel 1952; la seconda è il trasporto della salma in un luogo segreto per ordine del Generale Aramburu (Daniel Fanego) che nel 1955 decise di farla sparire in quanto oggetto di un assiduo pellegrinaggio da parte dei dissidenti al regime. Nella terza e ultima tappa il generale Aramburu, nel 1969, viene rapito e giustiziato dal Movimento Peronista che lo accusa di genocidio contro il proprio popolo e reclama le spoglie di Eva. Sarà l'ammiraglio Massera, nel 1976, a prendersi i meriti per il ritorno a Buenos Aires della salma, ma in realtà si tratterà dell'ennesima mossa politica nel tentativo di porre fine a quella corrente democratica argentina, che come Evita, "non dorme mai".

## Riconoscimenti
- 2015 – Festival internazionale del cinema di Mar del Plata
  - Candidatura Miglior film
- 2016 – Argentine Film Critics Association
  - Candidatura Miglior film
  - Candidatura Miglior regista
  - Candidatura Miglior sceneggiatura
  - Candidatura Miglior attore non protagonista a Daniel Fanego
  - Candidatura Miglior attrice non protagonista a Sofía Brito
- 2016 - Premio Fénix
  - Miglior fotografia